# Fort Caroline
Fort Caroline war der zweite französische Kolonisierungsversuch in den heutigen Vereinigten Staaten. Gegründet im Gebiet des heutigen Jacksonville, Florida im Jahre 1564, existierte Fort Caroline lediglich ein Jahr, bevor es von den Spaniern ausgelöscht wurde.

## Geschichte
Eine französische Expedition, organisiert durch den hugenottischen Religionsführer Admiral Gaspard de Châtillon und geführt durch den Navigator Jean Ribault, war im Februar 1562 am Ufer des Mai-Flusses (heute St. Johns River) gelandet, bevor man Richtung Norden zum Port Royal Sound vorrückte. Dort, auf der heutigen Parris-Insel, ließ Ribault 28 Mann zurück, um eine als Charlesfort benannte Siedlung zu errichten. Ribault kehrte dann nach Europa zurück, um Unterstützung für die neue Kolonie zu organisieren, doch er wurde wegen aus den Hugenottenkriegen entstehenden Schwierigkeiten in England arrestiert.
Ohne Vorräte oder Führung und von der indigenen Bevölkerung angefeindet segelten alle Kolonisten nach nur einem Jahr zurück nach Europa, nur ein Mann blieb zurück. Während ihrer Reise in einem offenen Boot mussten sie auf Kannibalismus zurückgreifen, bevor sie in englischen Gewässern gerettet wurden. Währenddessen brachte René Goulaine de Laudonnière, der Ribaults Stellvertreter gewesen war, ein Kontingent von etwa 200 neuen Siedlern nach Florida, wo sie am 22. Juni 1564 Fort Caroline (oder Fort de la Caroline) an der Steilküste über dem St. Johns River gründeten. Das Fort wurde nach dem regierenden französischen König benannt, Charles IX. Ein Jahr lang wurde diese Siedlung von Hunger, Indianerangriffen und Meuterei geplagt, bevor sie die Aufmerksamkeit der spanischen Behörden auf sich zog, die sie als eine Herausforderung ihrer Kontrolle über das Gebiet betrachteten.
Im Juni 1565 war Ribault aus englischem Gewahrsam freigelassen worden und Coligny schickte ihn zurück nach Florida. Ribault kam Ende August mit einer großen Flotte und hunderten von Soldaten und Siedlern in der Kolonie an und übernahm das Kommando. Der sich seit kurzem im Amt befindliche spanische Gouverneur von Florida, Don Pedro Menéndez de Avilés, war jedoch fast gleichzeitig von den Spaniern mit dem Auftrag versehen worden, den französischen Außenposten zu beseitigen und erreichte die Gegend nur wenige Tage nach Ribaults Landung. Nach einem kurzen Scharmützel zwischen den Schiffen Ribaults und denen Menéndez’ zog sich Letzterer 56 Kilometer weit nach Süden zurück, wo er die Siedlung St. Augustine gründete. Ribault verfolgte die Spanier mit einigen seiner Schiffe und dem Großteil seiner Truppen, doch auf See wurde er von einem schweren Sturm überrascht, der mehrere Tage lang anhielt. In einem kühnen Schlag marschierte Menéndez mit seinen Truppen übers Land und lancierte einen Überraschungsangriff auf Fort Caroline, das mit nur 200 bis 250 Menschen besetzt war. Die einzigen Überlebenden waren etwa fünfzig Frauen und Kinder, die gefangen genommen wurden, sowie einige Verteidiger, darunter Laudonnière, die fliehen konnten, der Rest wurde exekutiert.
Der Flotte Ribaults erging es nicht besser: Alle seine Schiffe sanken entweder oder liefen während des Sturms südlich von St. Augustine auf Grund, und viele der Franzosen kamen ums Leben. Der Rest wurde später größtenteils entlang der Küste gefangen genommen, darunter auch Ribault, und von Menéndez’ Truppen an einem heute als Matanzas („Massaker“) Inlet bekannten Ort exekutiert. An diesem Ort befindet sich heute ein viel später erbautes Fort (Fort Matanzas). Das Massaker setzte den französischen Versuchen zur Kolonisation Floridas ein Ende.
Die Spanier zerstörten Fort Caroline und bauten an seiner Stelle ein eigenes Fort. Im April 1568 führte Dominique de Gourgues eine französische Streitkraft, die das spanische Fort attackierte und zerstörte. Die Spanier bauten es zwar wieder auf, nutzen es aber nur noch ein Jahr lang. Die exakte Lage der Siedlung ist nicht bekannt.

## Wiedererbauung
Fort Caroline wurde am 21. September 1950 durch den United States Congress als Gedenkstätte vom Typ eines National Memorials bewilligt und am 16. Januar 1953 gewidmet. Die Stätte beinhaltet eine Rekonstruktion des Forts in kleinerem Maßstab und ein Besucherzentrum. Wie alle vom National Park Service verwalteten historischen Areale wurde die Stätte am 15. Oktober 1966 als Historic District im National Register of Historic Places registriert.